# 吉澤欣一
吉澤 欣一（よしざわ きんいち、1932年3月19日-  ）は、日本の経営者。大同生命保険社長、会長を務めた。

## 来歴・人物
大阪府出身。京都大学理学部を経て、1955年に京都大学大学院理学研究科修士課程を修了し、同年に大同生命保険に入社した。1977年6月に取締役に就任し、1982年7月に常務、1985年4月に専務を経て、1988年7月に社長に就任。京大では数学を専攻し、業界では珍しい理数系出身の社長であった。